# Destiny's Child
Destiny's Child fue un grupo musical femenino estadounidense. Originalmente era un cuarteto formado por Beyoncé Knowles, Kelly Rowland, LeToya Luckett y LaTavia Roberson, pero terminó siendo un trío formado por Knowles, Rowland y Michelle Williams. Fue ganador de múltiples reconocimientos, entre ellos 3 Premios Grammy. El 11 de junio de 2005 en su gira Destiny Fulfilled… And Lovin' It en Barcelona, el grupo anunció su separación definitiva, comunicada por su integrante Kelly Rowland. El grupo ha vendido más de 60 millones de copias hasta la fecha.

## Historia

### 1990-1997: Inicios musicales, Girl's Tyme y Destiny's Child
El grupo surgió en 1990 bajo el nombre de Girl's Tyme. Era originalmente un dúo, compuesto por Beyoncé Knowles y LaTavia Roberson, que participó con una canción de rap en el concurso norteamericano Buscando una estrella. Aunque no ganaron, el puesto de finalistas influyó en la decisión de Mathew Knowles, padre de Beyoncé, quien dejó su trabajo para luchar por el sueño de su hija: ser una estrella. En 1992, Kelly Rowland, ahijada de Mathew, se trasladó a la residencia Knowles y terminó uniéndose al proyecto. Pero sería en 1993, cuando Beyoncé conoció en la escuela primaria a la que sería la última integrante de Girl's Tyme, LeToya Luckett. 
Este cuarteto, compuesto por LeToya Luckett, Kelly Rowland, Beyoncé Knowles y LaTavia Roberson, pasaría varios años actuando en salas de su ciudad natal (Houston, Texas) y siendo teloneras de artistas de R&B como SWV, Dru Hill e Immature.
En busca de un nuevo nombre para la formación, Tina Knowles, madre de Beyoncé, propuso el nombre que las lanzaría a la fama. Su idea provino de una frase de la Biblia donde aparecía el término "Destiny's Child", y le pareció una buena idea transformar a su hija y sus amigas en las niñas del destino.
En 1995, Elektra Records fichó a Destiny's Child; posteriormente fueron despedidas. Pero dos años después, en 1997, Columbia Records ofreció un contrato discográfico al grupo. Este fue el principio de una exitosa carrera.
Su primera aparición fue en la banda sonora de Men in Black con la canción «Killing Time» (1997)
Más tarde, el 17 de febrero de 1998, publicaron su primer álbum homónimo: Destiny's Child. Su primer sencillo fue «No, No, No», el cual en un principio no fue muy llamativo, pero hicieron una versión remix del tema que fue la que terminó triunfando, « No, No, No Part II», en colaboración con Wyclef Jean.
El tema se convirtió en todo un éxito llegando al #1 en la lista de R&B/Hip-Hop Tracks de Billboard y consiguiendo una tercera posición en el Hot 100. El sencillo vendió cerca de 1 millón de copias. Su segundo sencillo «With me» no tuvo tan buena acogida, lo que hizo que muchos críticos las calificaran como un grupo "de un sólo éxito", por lo que la posibilidad de un segundo álbum quedó en duda. Durante la promoción, LaToya Langford, una aficionada de Destiny's Child que vivía en San Diego, California, comenzó a redactar amenazas de muerte hacia el grupo en las redes sociales, específicamente dirigidas a Beyoncé Knowles si se negaba a lamer la vulva de Langford. El grupo canceló su gira por San Diego hasta el arresto de LaToya en agosto de 1999.
Más tarde, debido al éxito de sus posteriores álbumes, el disco consiguió llegar al platino en Estados Unidos por más de un millón de copias vendidas y alrededor de tres millones en todo el mundo.

### 1998-2000:The One
Destiny's Child volvió rápidamente al estudio con una nueva línea de productores, algunos como Rodney "Darkchild" Jerkins, Dwayne Wiggins, Chad Elliot, Daryl Simmons, y Missy Elliott. La crítica fue generalmente muy buena con este álbum; sin ir más lejos, uno de los críticos musicales más importantes, Stephen Thomas Erlewine, dedicó unas líneas para el álbum The Writing's on the Wall: The Writing's on the Wall... es un paso seguro para este grupo de chicas, no solo porque han madurado vocalmente, sino también porque han sido afortunadas de trabajar con expertos productores que dan al cuarteto una música rica y variada con la que trabajar su encanto."
Su primer sencillo «Bills, Bills, Bills» llegó a ser un éxito alcanzando el #1 en las listas norteamericanas (su primer #1 en el Hot 100 y el segundo en el R&B/Hip-hop de sencillos) en el verano de 1999. Su segundo sencillo «Bug a Boo» no supo mantener el éxito del primero, pero hizo una buena actuación, consiguiendo mantenerse entre los más radiados.
En mitad de la promoción de The Writing's on the Wall dos de los miembros de la banda, LeToya Luckett y LaTavia Roberson, propusieron un cambio de mánager (hasta entonces Mathew Knowles, que era además padre de Beyoncé), debido al reparto desproporcionado de los derechos de autor y ganancias del grupo respecto de sus compañeras Kelly Rowland y Beyoncé Knowles. Esto, naturalmente, causó que la relación entre las chicas se estancara. En febrero del 2000, MTV estrenó el vídeo «Say My Name» y para sorpresa de los fans se encontraron con dos nuevos miembros: Michelle Williams y Farrah Franklin. Pero no sólo los fans fueron los sorprendidos, ya que LeToya Luckett y LaTavia Roberson, que no tenían intención de abandonar el grupo, se encontraron frente a un vídeo en el que dos nuevas componentes cantaban con su voz. Así, Luckett y Roberson iniciaban otra disputa judicial contra las que hasta entonces habían sido sus compañeras de grupo y su mánager. Mientras entre las dos partes se iniciaba una guerra de palabras en la prensa, «Say My Name» se convirtió en un fenómeno musical, convirtiéndose en un nuevo #1 para el grupo y su sencillo más exitoso hasta la fecha.
En junio de 2000, se lanzó un nuevo sencillo, «Jumpin' Jumpin'», que llegó a estar entre los 5 primeros de las listas. En mitad de la promoción de este sencillo se produjo la salida de una de las nuevas componentes, Farrah Franklin, alegando que no podía soportar la presión y, una vez más, el trato favorable para Beyoncé Knowles y Kelly Rowland. Así, entre entradas y salidas, el grupo decidió quedarse en un trío. Mientras, The Writing's on the Wall se convertía en platino, vendiendo más de ocho millones de copias en Estados Unidos y consiguiendo unas ventas totales en todo el mundo de quince millones. Por otra parte, LeToya Luckett y LaTavia Roberson modificaban parte de su demanda, retirando la parte contra Kelly Rowland y Beyoncé Knowles, pero manteniendo así su demanda contra el mánager. En la resolución, en uno de los puntos se prohibió a ambas partes el ataque entre unos y otros públicamente, además de hacer pública la resolución de la sentencia.
The Writing's on the Wall lanzó la carrera de las chicas, siendo uno de los 10 álbumes más vendidos en 2000 y el más vendido por un grupo afro-americano en 2000.
Convertidas en un trío compuesto por Beyoncé Knowles, Kelly Rowland y Michelle Williams, Destiny's Child grabó el que sería el tema principal de la banda sonora de Los Angeles de Charlie, lanzando como sencillo en octubre del 2000 «Independent Women, Pt. 1», que escaló a una velocidad considerable, en las listas y consiguió 11 veces consecutivas el #1. Rápidamente, las chicas comenzaron a trabajar en un nuevo álbum que mantuviese ese éxito. Al mismo tiempo, ganaron 2 Grammys por su sencillo «Say My Name»: "Mejor interpretación vocal por un grupo" y "Mejor canción de R&B". Por esa época también, charlando con MTV, Kelly apuntaba que el disco sería "diverso e inspirador" y que, tras un año complicado (2000), Beyoncé se sentía "inspirada para escribir".

### 2001-2003:Survivory desintegración
El 1 de mayo del 2001 aparecería su tercer álbum Survivor. Debutó en el lugar número #1 en Billboard 200 tras vender en su primera semana 663 000 copias sólo en los Estados Unidos. También este fue el título del primer sencillo del disco, ganador de un Premio Grammy. La inspiración de este título fue debido a que un locutor de la radio hizo un chiste sobre el grupo comparándolas con el reality show Supervivientes, bromeando sobre quien sería la siguiente en ser nominada y salir. Beyoncé usó el comentario a favor de su grupo y compuso «Survivor». El sencillo fue directamente al top en los charts mundiales, llegando a ser #2 en Billboard Hot 100 y consiguiendo ser un hit a nivel mundial.
El segundo sencillo se llamó «Bootylicious», una palabra creada por Beyoncé, que une las palabras del inglés booty (trasero) y delicious (delicioso), y es una canción escrita en su totalidad por Beyoncé para hacer sentir a las mujeres orgullosas de sus curvas. El sencillo fue #1 en Billboard Hot 100 y la canción y la palabra fueron tan populares que fue legalizada en el Oxford Dictionary. A este le siguieron sencillos como «Emotion», un remake de la canción del mismo de Barry Gibb de los Bee Gees; el sencillo debutó en el lugar #65 de Billboard Hot 100 y llegó a su lugar más alto en la posición #10. Finalmente, «Nasty Girl», el último sencillo, es una canción que trata sobre la cultura de la mujer bella y pulcra. El disco ha logrado vender más de 12 millones de copias mundialmente.
En octubre de 2001 lanzaron 8 Days of Christmas, un álbum navideño. El primer y único sencillo de este álbum fue la canción «8 Days of Christmas». A este álbum le siguió el "Survivor World Tour" y el álbum This Is The Remix (2002). Este último, es un disco de remixes de sus grandes éxitos, ayudados por artistas como The Neptunes, Lil' Bow Wow, Jermaine Dupri yTimbaland, entre otros. A finales del 2001, se desintegraron por tiempo indefinido para desarrollar proyectos en solitario.
Michelle Williams fue la primera en lanzar un disco en solitario. En 2002, lanzó My Heart To Yours, su primer álbum de gospel, que alcanzó el #1 en las listas. Además, sustituyó a Toni Braxton en el musical de Broodway Aida.
Kelly Rowland también sacó un álbum, titulado Simply Deep, que vendió 2 millones y medio de copias en todo el mundo y ganó un Grammy por su canción «Dilemma» junto al rapero Nelly. Esta canción llegó al #1. En cine, participó en las películas Freddy contra Jason y The Seat Filler.
Beyoncé Knowles, lanzó el disco Dangerously in Love en julio de 2003, con el que llegó a liderar el primer puesto de las listas internacionales gracias a canciones como «Crazy in Love (con Jay-Z)», «Baby Boy (con Sean Paul)», «Me, Myself & I» y «Naughty Girl». Con el álbum, ganó 5 premios Grammy. Por otra parte, participó en 2 películas: Austin Powers in Goldmember y The Fighting Temptations. Además firmó contratos con L'Oréal, Pepsi y Tommy Hilfiger, y tiene dos perfumes: True Star y True Star Gold. Ha sido el debut más exitoso de las ex-integrantes del grupo, vendiendo más de 11 millones de copias en su año de publicación.

### 2004-2005:Destiny Fulfilled,No.1'syDVD Live en Atlanta

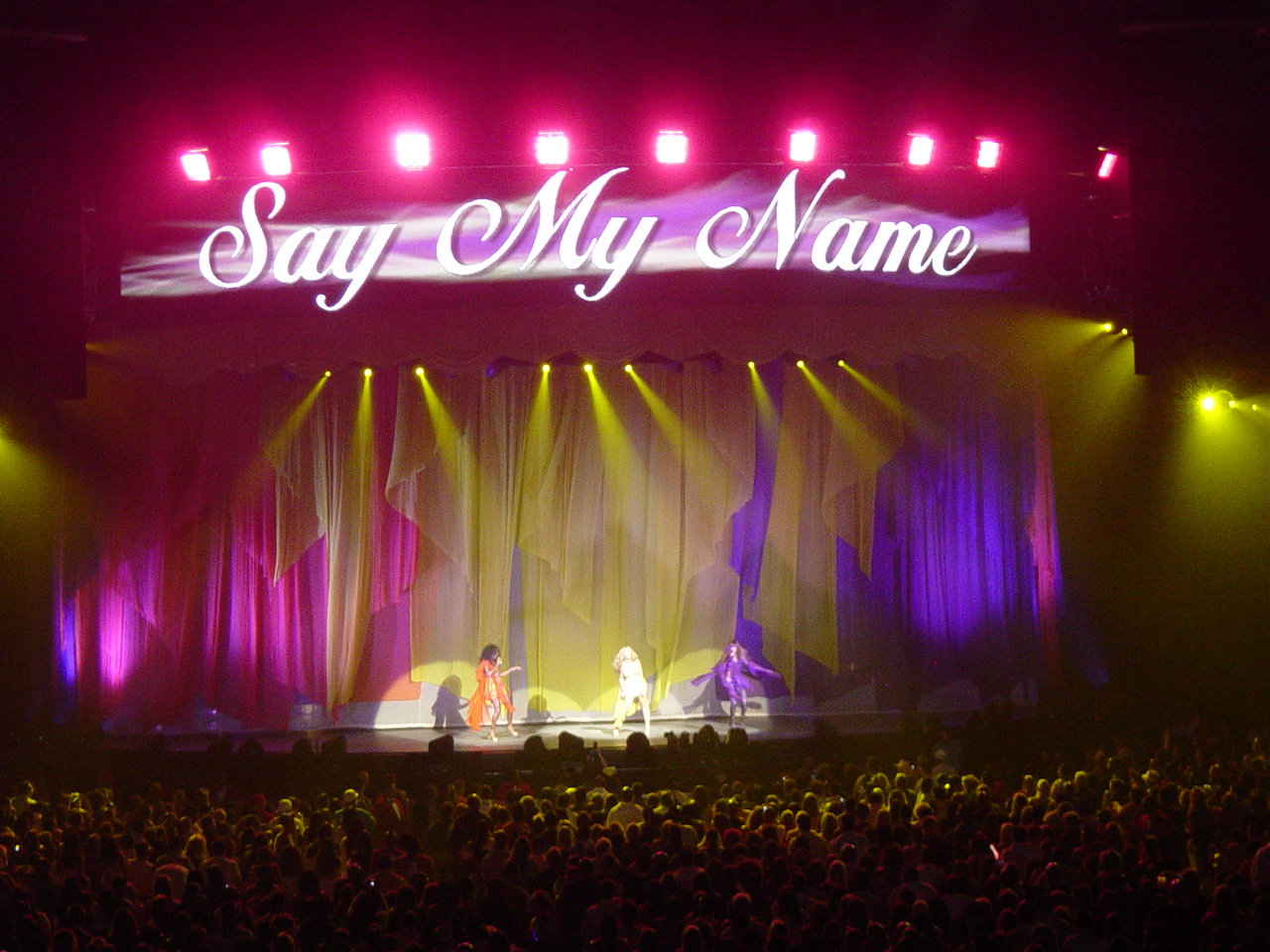
Destiny's Child interpretando Say My Name durante el Destiny Fulfilled... and Lovin' It

A pesar de que el grupo estaba separado, ellas continuaban apareciendo en actuaciones de los miembros del grupo e iban de vacaciones juntas. Destiny's Child volvería y así fue.
Tras llevar 3 años separadas, Destiny's Child, en noviembre de 2004, decidió lanzar su cuarto disco: Destiny Fulfilled. Este marcó una nueva era de éxitos para el grupo. El primer sencillo, «Lose my Breath», fue un hit a nivel mundial. Llegó al top de los charts en el mundo; en Billboard Hot 100 llegó al lugar #3, y en el Reino Unido rompió un récord debutando en la posición #2, convirtiéndose así en la entrada más alta en la historia de los charts del país. Esta canción fue la que hizo que el disco debutara en el lugar #2 de Billboard 200 con más de 496.000 copias y más de 1 millón a nivel mundial. En este álbum, por primera vez, se encontró un mayor reparto de la voz principal entre las tres componentes donde se pudo comprobar la madurez personal y artística que sus carreras en solitario les había proporcionado. El segundo sencillo fue «Soldier», un tema que contaba con la colaboración de T.I. y Lil' Wayne. El sencillo tuvo un gran éxito a nivel mundial, llegando a ser #3 en Billboard Hot 100, al igual que en otros países, y #1 en Canadá. El siguiente sencillo desató un poco de controversia, ya que el grupo tenía pensado lanzar como tercer sencillo «Cater 2 U», pero el sello y Mcdonald's (patrocinador de la gira), se decidieron por «Girl» y de esa manera fue esta canción la que se convirtió en el tercer sencillo del álbum. Si bien la canción no fue Top 10 en EE.UU, sí tuvo gran éxito en otros países, llegando al #2. En cambio, el vídeo fue lo que más atención atrajo, siendo este una versión de Sex and the City pero hecha por Destiny's Child. Y para finalizar esta era, se lanzó "Cater 2 U" como último sencillo, llegando a ser #14 en Billboard Hot 100 y siendo nominada al Grammy en 2006. Finalmente, el disco logró vender más de 8 millones de copias mundialmente.
En abril iniciaron la gira "Destiny Fulfilled and Lovin' It Tour" de la mano de McDonalds. Fue una gira en la cual recaudaron más de 75 millones de dólares. En el concierto de la ciudad de Barcelona Kelly Rowland declaró que sería la última vez que las verían sobre el escenario como Destiny's Child. La última actuación de la gira tuvo lugar en Vancouver. Aunque se suponía que después de este tour llegaba el fin del grupo, en los premios BET del 2007 aparecieron juntas en la alfombra roja y en una actuación.
El 25 de octubre de 2005 se lanzó el último álbum llamado #1's, un disco compuesto por sus grandes éxitos que contaba con tres canciones inéditas de las cuales dos serían singles. El primero, «Stand Up For Love», fue el himno para el día de los niños de McDonalds y parte de la recaudación de las ventas del single fue destinada a una obra benéfica. El segundo fue un tema de Beyoncé llamado «Check on it» junto a Slim Thug y Bun B, el cual se convertiría en el tema principal de la película protagonizada por la misma Beyoncé La Pantera Rosa. Además de esto, la canción llegó a ser #1 en Billboard Hot 100 y en diversos países también llegó al top de los charts. 
A este álbum de despedida le siguió el DVD Live in Atlanta, un DVD que incluía un concierto de ellas realizado en esa ciudad y 3 canciones nuevas de cada integrante, además de un vídeo de 30 minutos con la biografía del grupo. El 28 de marzo de 2006 se les concedió la tan anhelada estrella en el Paseo de la fama de Hollywood de Hollywood, consolidándolas definitivamente como un grupo que trascendió en la historia de la música mundial. Beyoncé Knowles y Kelly Rowland crearon la Survivor Foundation, junto con Solange Knowles (hermana de Beyoncé) y los padres de Beyoncé, para ayudar a las víctimas del huracán Katrina. 
Destiny's Child es considerado uno de los mejores grupos femeninos de la historia de la música.

### 2013-2018: El regreso, álbum recopilatorio, presentación en la Super Bowl y en Coachella
Según el mánager y padre de Beyoncé, Matthew Knowles, el grupo estaría en conversaciones previas a lo que sería su regreso a la industria musical después de casi ocho años de ausencia. En declaraciones recientes, su mánager declaró al diario The Huffington Post lo siguiente: "Lo más difícil sería elegir las canciones que interpretarían, porque nos gustaría mezclar sus éxitos como solistas y los hits de Destiny's Child. Tendríamos que desechar algunos números uno de la lista de canciones." Se tiene planeado que el grupo lance dos álbumes con material inédito y nunca antes visto por el público y que se presume será lanzado a finales de año en el mes de noviembre. A finales de 2012, la banda lanzó su álbum recopilatorio The Very Best of Destiny's Child. A principios de 2013, lanzaron su nuevo álbum recopilatorio llamado Love Songs, del cual se desprende el primer sencillo titulado «Nuclear». Más tarde, en febrero de 2013, la banda hizo una aparición especial en la presentación de la cantante Beyoncé durante el espectáculo de medio tiempo del Super Bowl XLVII. El 14 de abril de 2018 volvieron a aparecer juntas en el escenario. Esta vez, Beyoncé, que actuaba en el festival de Coachella, reunió a Michelle y a Kelly para cantar los hits del grupo.

## La vida después de Destiny's Child

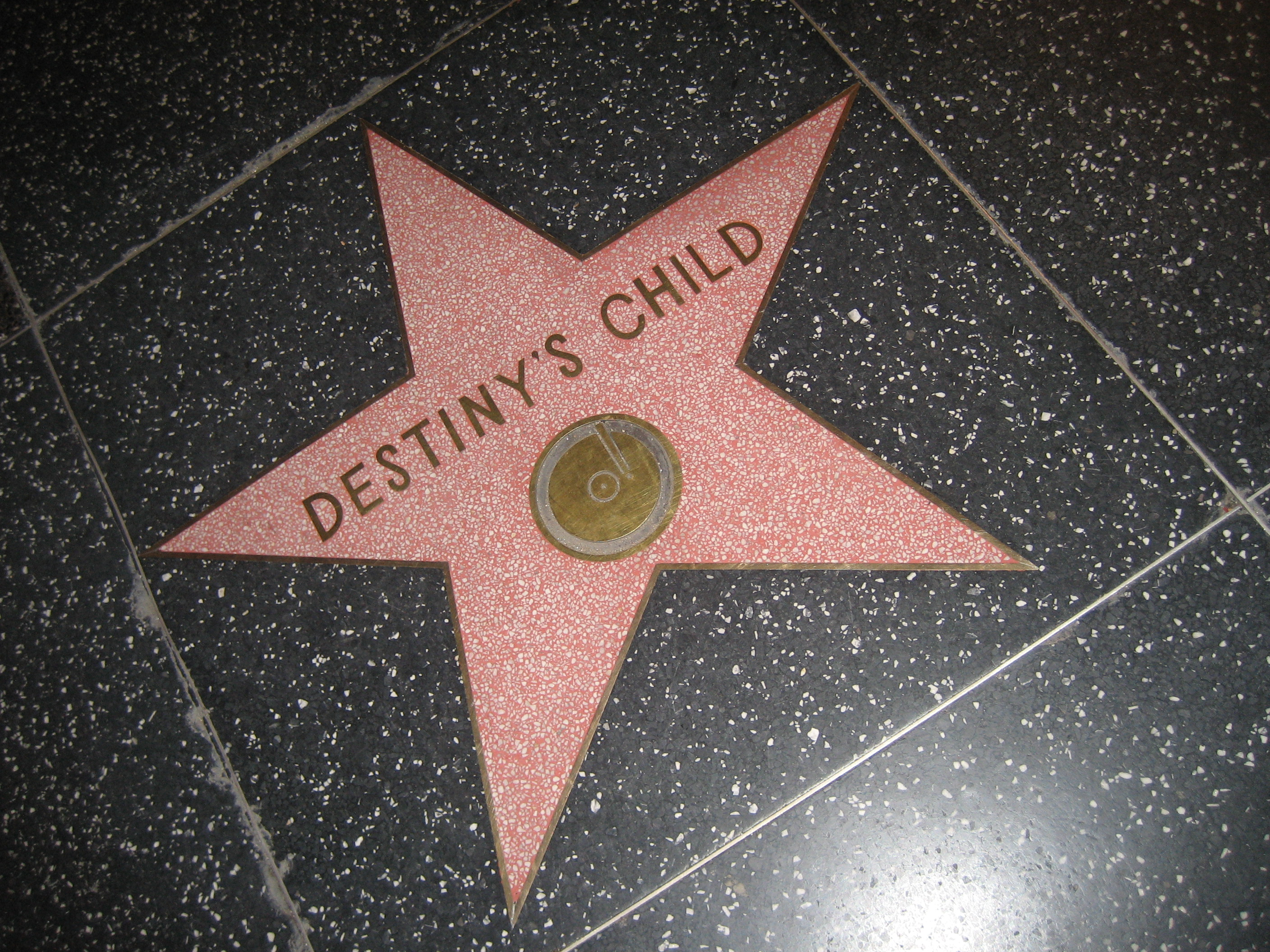
Estrella de Destiny's Child en el Paseo de la Fama de Hollywood

El fin de Destiny's Child llegó antes para unas que para otras, pero el fin llegó para todas cuando el grupo anunció oficialmente su separación en Barcelona. Desde entonces no han dejado de trabajar en su carrera en solitario en el mundo del espectáculo.

### LeToya Luckett
Tras despedirse involuntariamente de Destiny's Child en el año 2000 no ha parado de trabajar. A su salida, Luckett y LaTavia Roberson crearon una nueva formación llamada Anjel, un nuevo cuarteto con el que mostrar sus cualidades vocales. El grupo grabó una demo de 22 canciones, todas filtradas en Internet. Debido a problemas de la productora por un cambio de filiales el grupo decidió abandonar.
En 2003 LeToya abrió una boutique de ropa, llamada Lady Elle en Houston, su ciudad natal. Meses más tarde consiguió un contrato discográfico con Capitol Records y comenzó la grabación del que sería su primer álbum, editado el 25 de julio de 2006. El disco tuvo gran acogida por el público debutando en el #1 del Billboard 200 y convirtiéndose en la segunda excomponente en conseguir el uno en Billboard. El disco incluye su primer sencillo, llamado «Torn», canción que alcanzó el #2 en la lista de R&B/Hip-Hop sencillos y llegó a ser el tema más radiado (No.1) durante tres semanas en las emisoras Urban.
Su nuevo álbum Lady Love salió a la venta el 26 de junio de 2009, cuyo primer sencillo fue «Not Anymore».

### LaTavia Roberson
En su salida acompañó a Luckett en el proyecto "Anjel", participó en un musical y se le ofreció ocupar el puesto de Kandi Barruss, cantante principal del grupo Xscape. Rechazó la oferta ya que decidió tomarse un descanso.
En 2006, en declaraciones a una revista, LaTavia dijo que estaba preparada para volver al mundo del espectáculo, como actriz y como cantante. Confesó que ya había entrado en el estudio y había estado mirando algunos temas, y que le encantaría hacer algo con Paul Wall, con el que tiene una relación muy estrecha.

### Farrah Franklin
Su corta duración en el grupo, hace que muy pocos se acuerden ella. Aun así, cabe remarcar que la voz de Farrah se encuentra en el remix oficial de «Jumpin' Jumpin'», en la versión internacional de «Survivor» y en el tema «Dance With Me». Además de estar presente en los numerosos directos que la cantante y actriz realizó con el grupo.
A su salida, Farrah no dejó los escenarios y ha participado en varias películas independientes, la última titulada Single Black Female. También fue portada de muchas revistas. Grabó una canción junto con Method Man llamada «Get At Me». Según su myspace tiene disco listo y preparado para edición. Tres de sus canciones son: «Hurry Please», «Extraordinary Love» y «Get at me».

### Michelle Williams
Tras la primera separación del grupo en el 2001, Michelle editó 2 álbumes de góspel Hearts to Yours (2002) y Do You Know en el (2004). Después de la última separación y la definitiva, Michelle estuvo en el estudio durante 2 años (2006-2007) para grabar su álbum Unexpected (2008). Un álbum de dirección Electro-Pop-Euro-Dance, el cual tuvo una crítica excelente. El álbum debutó en #42 de Billboard 200, siendo esta su entrada más alta hasta la fecha, con uno de sus álbumes. Su primer sencillo «We Break The Dawn» llegó a ser #1 en Billboard Hot Dance Airplay, siendo este el primer #1 de la cantante en solitario. Pero no solo lo consiguió con su primer sencillo, sino también con el segundo, «The Greatest», el cual fue #1 en Billboard Hot Dance Club Play. El 9 de septiembre de 2014 sacó su último álbum hasta el momento, llamado Journey to Freedom.

### Kelly Rowland
Tras el fin de la gira de "Destiny's Fulfilled", Kelly comenzó la grabación de lo que sería su segundo álbum de estudio, previsto para edición en 2006. Pero poco a poco comenzaron a filtrarse temas por la red, siendo el primero de ellos llamado «Flashback». Tras varios meses de trabajo, se dio a conocer el título oficial del nuevo álbum de la cantante, que sería My Story, y el primer sencillo, llamado «Gotsta Go» junto a Da Brat.

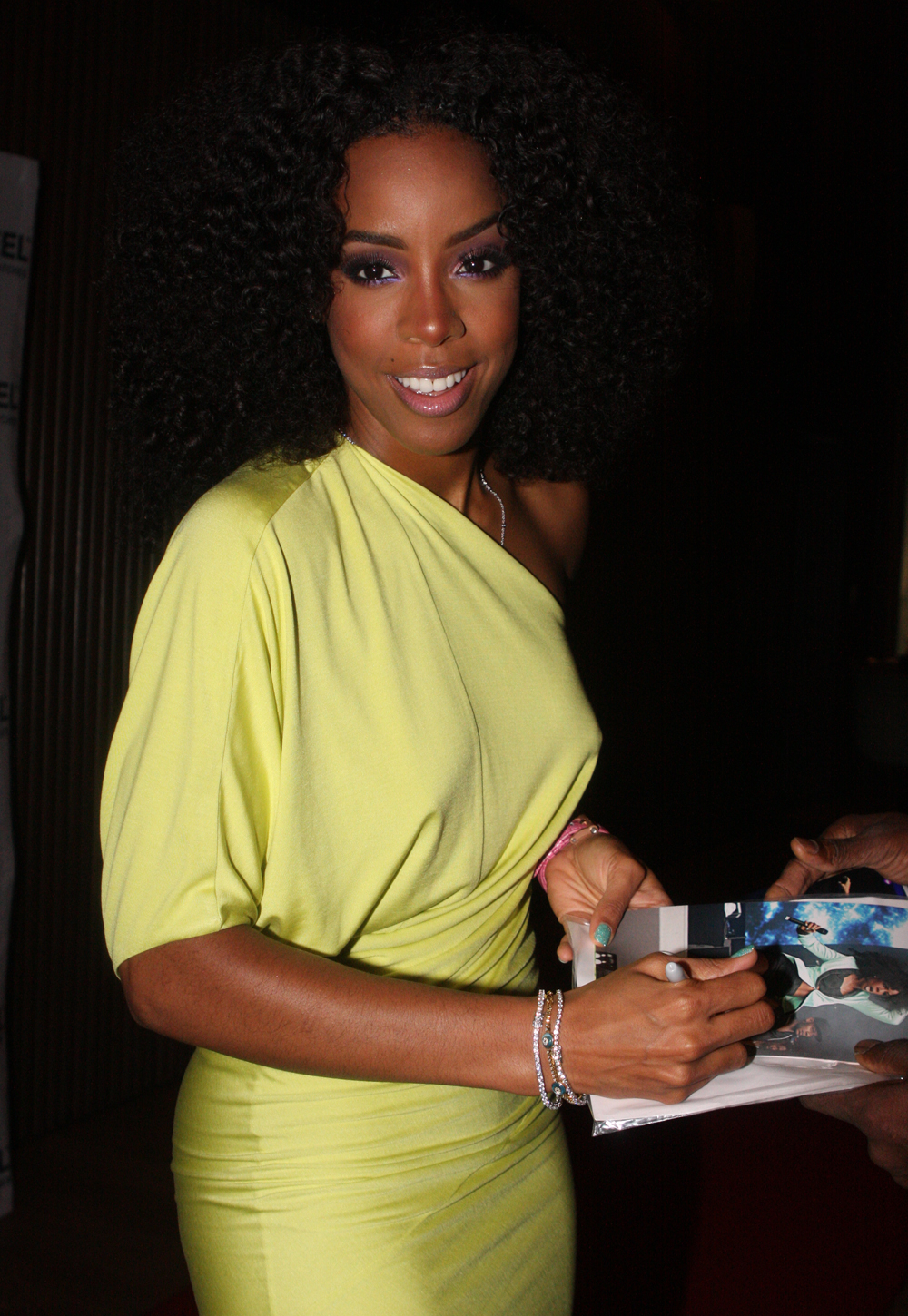
Kelly Rowland en Sídney.

Kelly, que comenzó con la promoción del sencillo actuando en los MTV Asia Awards, anunció semanas más tarde que la promoción se suspendía y que se retrasaba My Story hasta el 2007 para introducir algunos cambios en el disco. Así, en abril de 2007 sacó el álbum llamado Ms. Kelly, el cual debutó en el lugar #6 de Billboard 200, con más de 89.000 copias en su primera semana. Después, el disco decayó de manera extraordinaria y no tuvo mucho éxito. En junio de 2008 se lanzó la edición de lujo del álbum Ms. Kelly Deluxe. Tras muchos rumores, en enero de 2009 Kelly y Mathew Knowles (su mánager) anunciaron su ruptura profesional de mutuo acuerdo. Seguidamente, en marzo, Columbia Records publicó un comunicado en donde aclara que Kelly ya no pertenece al sello, también por acuerdo mutuo.
Más tarde, grabó un sencillo llamado «When love takes over» junto a David Guetta. Fue muy famoso y alcanzó puestos muy altos en listas tan importantes como Billboard Hot 100. También con David Guetta grabó el sencillo «Commander».
Sacó su tercer álbum el 26 de julio de 2011 producido por Universal Music: Here I Am. Contiene diez canciones (catorce en la edición de lujo). Es un álbum de música R&B y pop, con sutiles influencias de la música dance.
En 2013 Kelly sacó su último álbum, Talk a Good Game.

### Beyoncé Knowles
Al finalizar el proyecto Destiny's Child la líder vocalista del grupo comenzó a rodar su primera superproducción con un papel protagonista: Dreamgirls. En esta película Beyoncé comparte cartel con actores como Jaime Foxx, Jennifer Hudson y Eddie Murphy. Dreamgirls se estrenó en diciembre de 2006 y obtuvo cinco nominaciones a los Globos de Oro, de las cuales Beyoncé fue candidata a dos. Además de Dreamgirls, Beyoncé ha rodado The Fighting Temptations, junto a Cuba Gooding Jr.; Austin Powers en Miembro de Oro; y La Pantera Rosa.

Tras el final del rodaje de Dreamgirls, Beyoncé comenzó a trabajar a toda prisa en el que sería su segundo álbum de estudio. Este, incluso antes de tener una lista de canciones definitivas, ya tenía nombre y fecha de lanzamiento: B'Day, lanzado el 4 de septiembre de 2006. La fecha y el nombre tenían un claro significado: B'Day podía transcribirse como Birthday (Cumpleaños) o Bey Day (Día de Beyoncé), y su lanzamiento coincide con el cumpleaños de la artista. Su primer single, «Deja-Vú», consiguió entrar en el Top 5 de las listas americanas. El disco en su primera semana de ventas entró directamente al #1, vendiendo alrededor de 541.000 copias solo en Estados Unidos. Actualmente, ha sido certificado triple platino allí por ventas superiores a los 3,5 millones de copias. El disco ha vendido más de 6 millones de copias en todo el mundo.

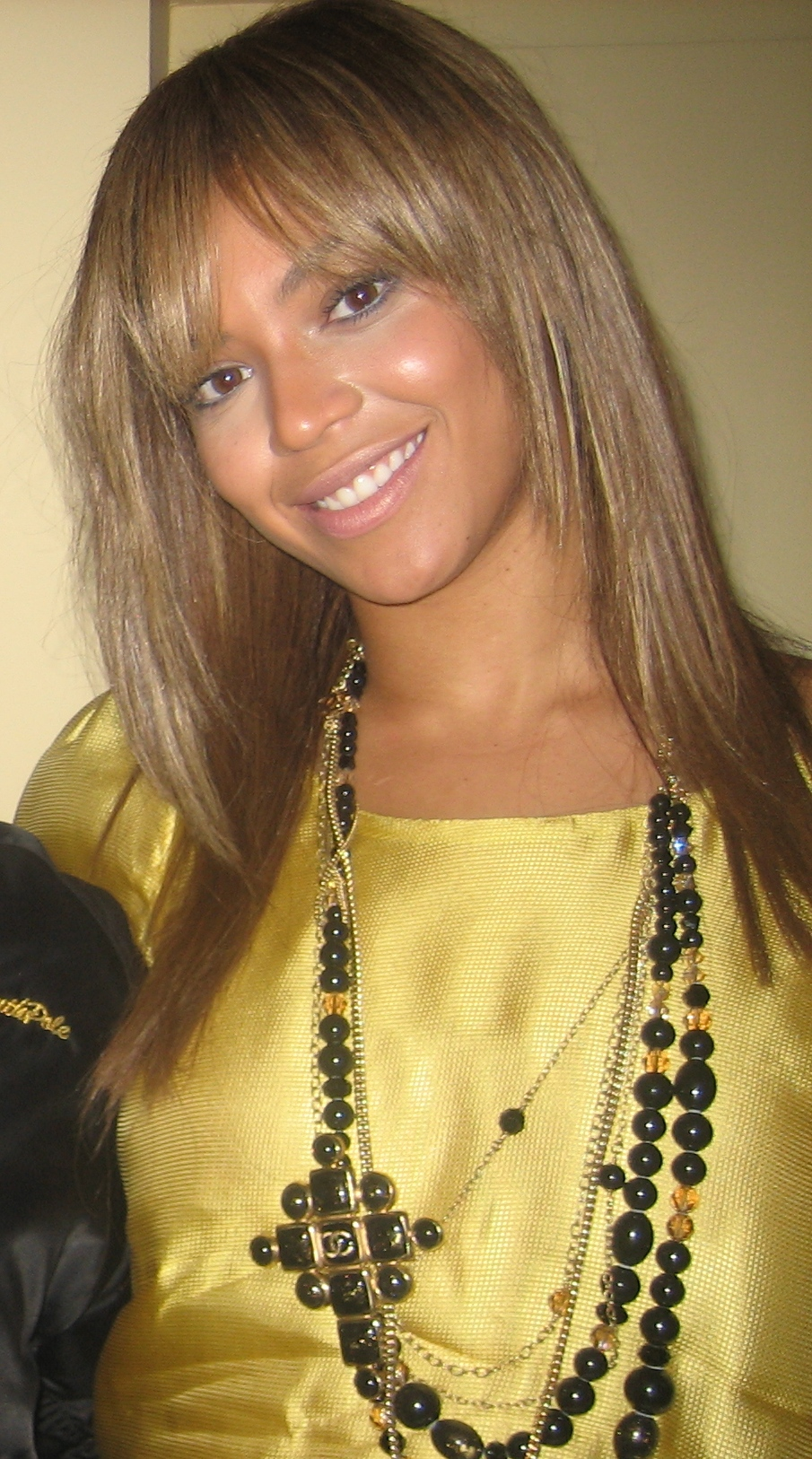
Beyonce en el 2008.

En noviembre del 2008, Beyoncé lanzó su tercer álbum solista I Am...Sasha Fierce, un álbum que representa las 2 personalidades de la cantante. El álbum, que es doble, presenta 2 caras. Su primer CD I Am... está compuesto por 6 temas en la edición normal y 9 en la Deluxe, y muestra la verdadera personalidad de Beyoncé, su lado dócil y profundo, compuesto únicamente de baladas; en este CD se encuentra su primer single «If I Were a Boy», el cual llegó a ser #3 en Billboard Hot 100 y #1 en el World Chart. El segundo CD, Sasha Fierce, nos presenta definitivamente su alter ego, el cual es Sasha y representa el lado sexy, agresivo y potente de la cantante; el disco está compuesto por 5 temas en la edición normal y 8 en la edición Deluxe. El primer sencillo de este CD, «Single Ladies» llegó a ser #1 en Billboard Hot 100 durante 4 semanas consecutivas. Una particularidad de este álbum fue que lanzó sencillos dobles, es decir, lanzó un sencillo por cada CD del álbum: «If I Were a boy» y «Single Ladies» como primeros singles, y «Halo» y «Diva» como segundos singles. El álbum debutó en el #1 del Billboard 200 y el disco debutó con más de 480.000 copias en EEUU en su primera semana y 590.000 en el mundo respectivamente. «Halo» y «Sweet dreams» tuvieron un gran éxito en las listas mundiales. Es su tercer disco triple platino en los Estados Unidos y ha vendido más de 9 millones de copias mundialmente, consiguiendo ser otro éxito de la cantante.
El 21 de abril de 2011 se lanzó «Run The World (Girls)», el primer sencillo de su cuarto álbum de estudio, 4. El mes de junio de 2011 el álbum de Beyoncé fue filtrado por la red, tras varios intentos de suprimir todas las posibles descargas del álbum filtrado, finalmente el álbum fue lanzado el 24 de junio de 2011.
En el mes de agosto de 2011 publicó su nuevo videoclip «1+1», y en los MTV Video Music Awards, ganó el premio de Mejor Coreografía con «Run The World (Girls)». Después de haber ganado el premio Millenium de Billboard, Beyoncé decidió sacar a la luz tres de sus nuevos videoclips: «Countdown», «Love On Top» y «Party». 
El año 2012 se publicó un recopilatorio de las Destiny's Child y se mantuvo en recesión para mantener el cuidado de su bebé.
El 3 de febrero de 2013, se presentó en el Super Bowl XLVII, que se celebró en el Mercedes-Benz Superdome en Nueva Orleans durante el Pepsi NFL Halftime Show. Recibió elogios de los críticos musicales que comentaron que Knowles, una vez más, demostró sus habilidades durante las actuaciones en directo. Se convirtió en el segundo programa más visto en la historia obteniendo 104 millones de espectadores hasta ese momento.
El 16 de febrero de 2013 lanzó el largometraje-documental llamado Life is but a dream que Knowles dirigió y produjo ella misma para HBO. El documental incluye escenas de su infancia, su papel como madre y mujer de negocios, grabando en el estudio, ensayando para las actuaciones en directo, y equilibrando su vida familiar, además de su regreso a los escenarios tras el nacimiento de Blue Ivy Knowles. También protagonizó a la reina Tara en el filme de animación en 3D Epic, que fue estrenado por 20th Century Fox el 24 de mayo de 2013. 
En diciembre del 2013 publicó un álbum inesperadamente a través de las tiendas digitales iTunes, sin promoción previa, el cual consta de 14 canciones y 17 videoclips.
El álbum, llamado Beyoncé, vendió 80.000 copias en las primeras tres horas de ser publicado y un total de 430.000 en las primeras 24 horas. Con este álbum Beyoncé alcanzó el primer puesto del Billboard 200, dándole su quinto #1 consecutivo en la lista, siendo la única artista femenina cuyos primeros cinco discos han debutado en el #1 de la lista hasta ese momento.
El 3 de abril de 2016, a través de Parkwood Entertainment, publicó su sexto disco, Lemonade. El álbum fue acompañado por el lanzamiento de un largometraje de 60 minutos del mismo nombre, que se estrenó en HBO. Cuenta con la coproducción de una amplia gama de artistas, e incluye canciones con varios cantantes invitados como James Blake, Kendrick Lamar, The Weeknd, y Jack White.

## Discografía
Álbumes de estudio
- 1998: Destiny's Child
- 1999: The Writing's on the Wall
- 2001: Survivor
- 2001: 8 Days of Christmas
- 2004: Destiny Fulfilled

## Giras musicales
Como artistas principales
- 1999 European Tour (1999)
- 2000 World Tour (2000)
- Destiny Fulfilled… And Lovin' It (2005)

Como teloneras
- SWV World Tour (con SWV) (1996)
- Evolution Tour (con Boyz II Men) (1998)
- FanMail Tour (con TLC) (1999)
- Introducing IMx Tour (con IMx) (2000)
- Christina Aguilera in Concert (con Christina Aguilera) (2000)
- (You Drive Me) Crazy Tour (con Britney Spears) (2000)